# 社家站
社家站（日语：／ Shake eki */?）是一個位於神奈川縣海老名市社家，屬於東日本旅客鐵道（JR東日本）相模線的鐵路車站。

## 車站構造
島式月台1面2線的地面車站。為混凝土造站舍，特徵為其拱形入口，與倉見站被稱為雙子站舍。以前兼作相模川砂利輸送的貨物站。設簡易Suica閘機。

### 月台配置

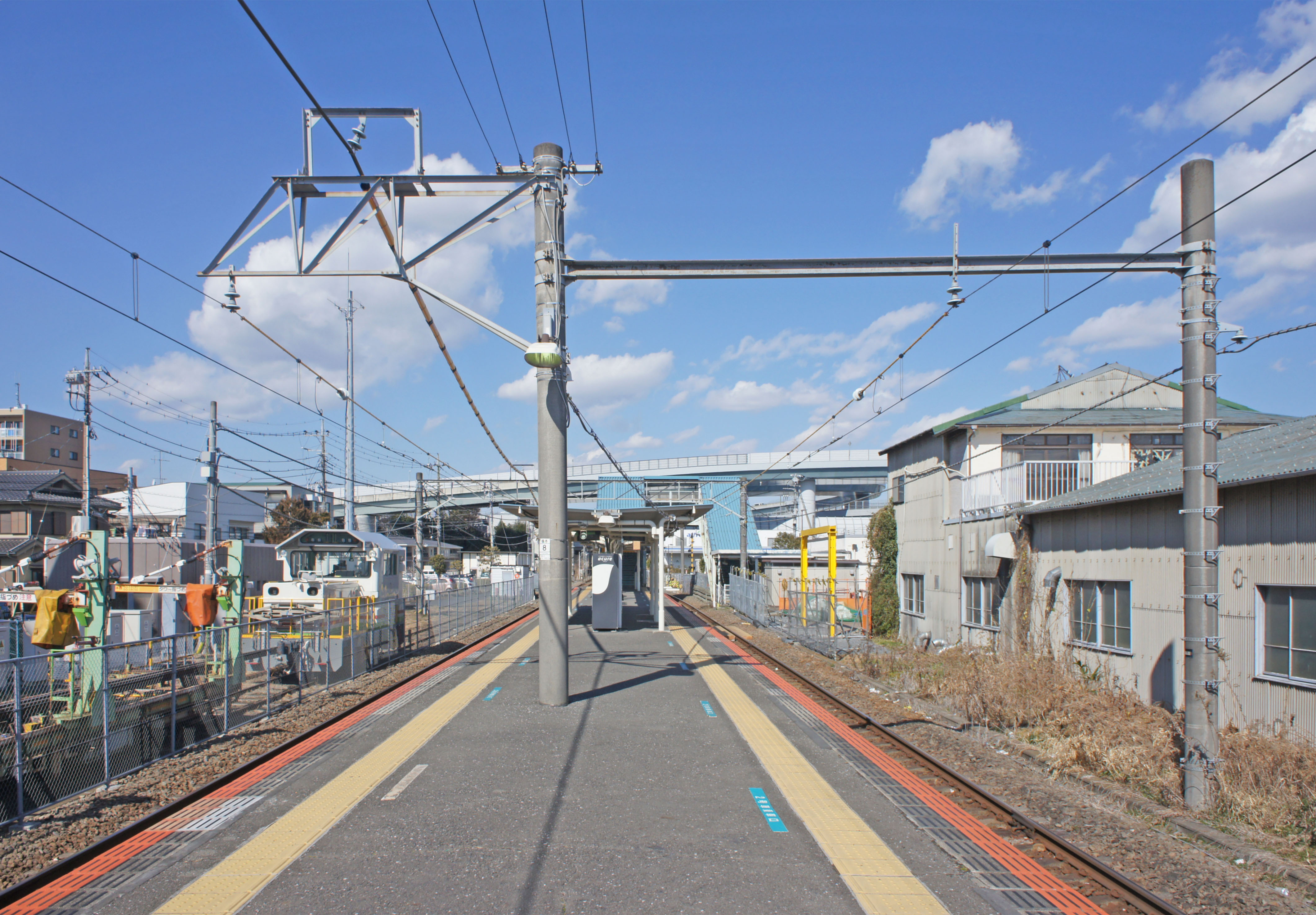
月台(2022年2月)

| 月台 | 路線    | 方向 | 目的地                 |
| ---- | ------- | ---- | ---------------------- |
| 1    | ■相模線 | 上行 | 茅崎方向               |
| 2    | ■相模線 | 下行 | 厚木、橋本、八王子方向 |

（來源：JR東日本:車站構內圖（页面存档备份，存于））
- 月台(2022年2月)

## 使用情況
2014年度的1日平均上車人次為2,101人。
近年的推移如下表。
| 年度               | 1日平均 上車人次 |
| ------------------ | ---------------- |
| 1995年（平成07年） | 1,852            |
| 2000年（平成12年） | 1,631            |
| 2001年（平成13年） | 1,507            |
| 2002年（平成14年） | 1,450            |
| 2003年（平成15年） | 1,354            |
| 2004年（平成16年） | 1,344            |
| 2005年（平成17年） | 1,361            |
| 2006年（平成18年） | 1,466            |
| 2007年（平成19年） | 1,539            |
| 2008年（平成20年） | 1,599            |
| 2009年（平成21年） | 1,605            |
| 2010年（平成22年） | 1,646            |
| 2011年（平成23年） | 1,761            |
| 2012年（平成24年） | 1,928            |
| 2013年（平成25年） | 2,029            |
| 2014年（平成26年） | 2,101            |

## 車站周邊
- 車站前為廣闊的田園地帶、可口可樂海老名工場和神奈川縣立有馬高等學校在附近
- 車站北方（橋本方）與東名高速道路交差
- 海老名市立社家小學校
- 海老名運動公園

## 历史
- 1926年7月15日 開業。

## 相鄰車站
東日本旅客鐵道（JR東日本）
■相模線
門澤橋－社家－厚木

## 外部連結
- 車站資訊（社家）：東日本旅客鐵道

35°25′14.7″N 139°22′38.7″E / 35.420750°N 139.377417°E